# 도부 철도 100계 전동차

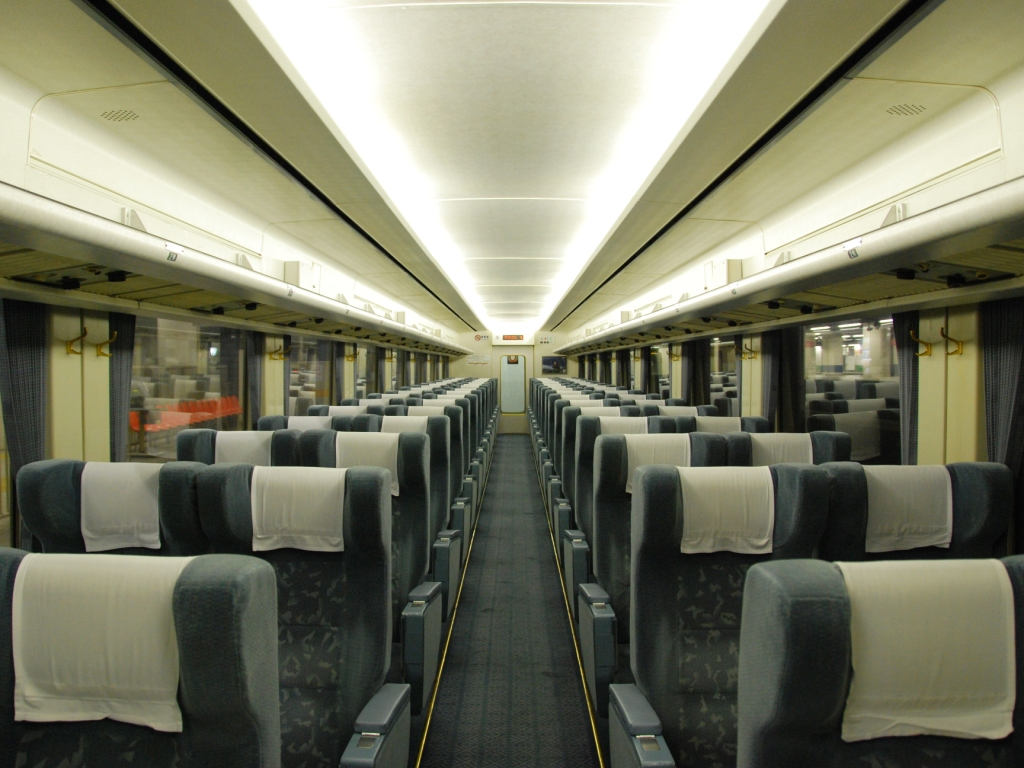
차내

도부 철도 100계 전동차(일본어: 東武100系電車)는 1990년 6월 1일에 영업 운행을 개시했다 도부 철도에서 '스페이시아'(일본어: スペーシア) 특급형 차량으로 운영될 예정이다. 1989년부터 1991년에 걸쳐 생산되었다.
최고 속도는 120km/h이다.

## 형성
| 차량 번호 | 1     | 2     | 3     | 4     | 5     | 6     |
| --------- | ----- | ----- | ----- | ----- | ----- | ----- |
| 지정      | Mc2   | M4    | M3    | M2    | M1    | Mc1   |
| 번호      | 100-6 | 100-5 | 100-4 | 100-3 | 100-2 | 100-1 |